# Onda (Castellón)
Onda es un municipio y una ciudad de la Comunidad Valenciana, España. Perteneciente a la provincia de Castellón, en la comarca la Plana Baja.

## Geografía
Onda está situada al norte de la Comunidad Valenciana, en la comarca de la Plana Baja, provincia de Castellón. Su término municipal, que con sus 108,84 km² es uno de los más grandes de la provincia, se encuentra situado en el interior, a tan solo unos 20 km de la costa, en la zona intermedia entre la sierra de Espadán y la llanura de La Plana, que se extiende hasta el mar Mediterráneo. Esta situación convierte a Onda en un punto estratégico natural de entrada a la sierra de Espadán desde la costa, lo que ha condicionado la historia de Onda y ayuda a entender la importancia que en su día tuvo su castillo.
Dos ríos atraviesan Onda, el río Mijares, al norte y alejado del núcleo urbano, y el río Sonella, al sur y bordeando la población. El pantano del Sichar, construido en el cauce del río Mijares, se encuentra también en el término municipal.
El pico más alto del término municipal es el Montí, con 608 m en término municipal de Onda, ya que en realidad el pico se encuentra en el término municipal de Tales y es de 612 m. Un montículo de 284 m, en cuya cima se encuentra el Castillo.
En el paisaje destaca la presencia de bosque mediterráneo (pinos, encinas, alcornoques y algún madroño), algarrobos, olivos, almendros y, sobre todo, cítricos, especialmente naranjos, a cuyo cultivo se dedican extensas superficies del término municipal.
Se accede a esta villa desde Castellón de la Plana tomando la CV-10 para enlazar con la CV-20.

### Barrios y pedanías
La mayor parte de la población se concentra en el núcleo urbano, aunque Onda cuenta con una pedanía, Artesa, situada a 1,5 km, en dirección a Tales.
También existen diversos barrios (Tosalet, El Castillo, Monteblanco, El Colador, El Racholar de Matilda y Nueva Onda) situados en la periferia del núcleo urbano y ligeramente separados de él.
Sus fiestas:
- Barrio de la Morería: del 1 al 10 de abril en honor de san Vicente Ferrer.

Durante la semana posterior a la de Pascua tiene lugar la festividad del barrio de la Morería dedicada a San Vicente Ferrer. Se celebran actos taurinos, verbenas, espectáculos de variedades, comidas de hermandad y la procesión en honor a dicho Santo.
- Fiestas del barrio Villarreal: del 13 al 22 de mayo.

Celebración de actos taurinos, verbenas, pasacalles, disfraces, espectáculo de variedades, fuegos artificiales y comidas de hermandad.
- Fiestas del barrio Monseñor Fernando Ferris: del 27 de mayo al 2 de junio.

Celebración de actos taurinos, verbenas, pasacalles, disfraces, espectáculo de variedades, fuegos artificiales y comidas de hermandad.
- Fiestas del barrio Castellón y adyacentes: del 10 al 19 de junio.

Celebración de actos taurinos, verbenas, pasacalles, disfraces, espectáculo de variedades, fuegos artificiales y comidas de hermandad.
- Fiestas del barrio San Pedro: del 24 de junio al 3 de julio.

Celebración de actos taurinos, verbenas, pasacalles, disfraces, espectáculo de variedades, fuegos artificiales y comidas de hermandad.
- Fiestas del barrio del castillo: del 15 al 24 de julio.

Celebración de actos taurinos, verbenas, pasacalles, disfraces, espectáculo de variedades, fuegos artificiales y comidas de hermandad.
- Fiestas de la pedanía de Artesa: del 22 al 31 de julio.

Celebración de actos taurinos, verbenas, pasacalles, disfraces, espectáculo de variedades, fuegos artificiales y comidas de hermandad.
- Barrio San Joaquin del 21 al 30 de agosto de 2016

Celebración de actos taurinos, verbenas, pasacalles, disfraces, espectáculo de variedades, fuegos artificiales y comidas de hermandad.
- Barrio del Tosalet del 21 al 30 de agosto de 2016

Celebración de actos taurinos, verbenas, pasacalles, disfraces, espectáculo de variedades, fuegos artificiales y comidas de hermandad.
- Barrio Portal de Valencia del 2 al 11 de septiembre de 2016

Celebración de actos taurinos, verbenas, pasacalles, disfraces, espectáculo de variedades, fuegos artificiales y comidas de hermandad.
- Día de las comidas

Generalmente coincide con el Miércoles Santo, cuando la juventud come en los restaurantes cercanos para celebrar el fin de las clases.

### Localidades limítrofes
El término municipal de Onda limita con las siguientes localidades:
| Noroeste: Fanzara | Norte: Alcora, Ribesalbes | Noreste: Almazora, Castellón de la Plana |
| Oeste: Tales      |                           | Este: Villarreal                         |
| Suroeste Tales    | Sur: Artana               | Sureste: Betxi                           |

## Historia
No es fácil determinar a partir de qué momento existe una población estable en el término de Onda. Aunque se han encontrado diferentes objetos pertenecientes al período Neolítico y a la Edad de Bronce valenciana, los primeros hallazgos numerosos, sobre todo restos cerámicos, pertenecen al período Ibérico. Posteriormente Onda estuvo bajo dominación griega, época en la que recibía el nombre de "Sepelacon" y en la que existieron asentamientos estables en el Torrelló y en la colina del actual castillo.

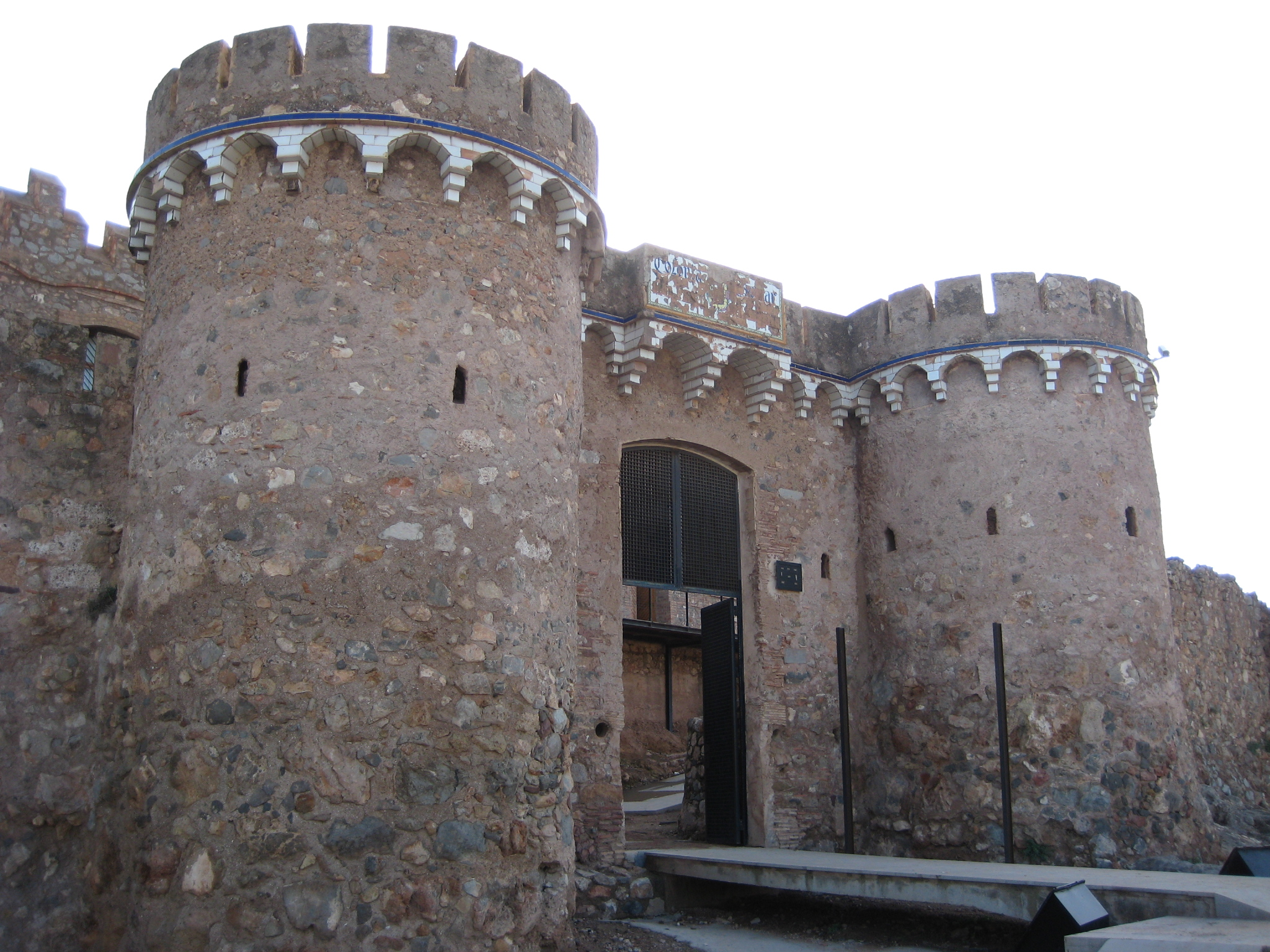
Entrada al Castillo de Onda.

Con la llegada de la Romanización pasa a llamarse "Sepelaci", se abandona el asentamiento del Torrelló y el núcleo de población se ubica en la colina del castillo, donde se han encontrado numerosos restos cerámicos. De este período también se conservan cinco inscripciones latinas, restos de un puente en el Mijares y un trozo de vía romana.
Se tiene constancia de presencia visigótica, aunque no permanente.
El asentamiento definitivo de Onda como población data de principios del siglo XI y tiene origen musulmán. La ciudad fue amurallada y se convirtió en un importante núcleo de población a lo largo de los siglos XII y XIII.
En 1090 Onda fue conquistada por el Cid Campeador, para pasar de nuevo a Al-Ándalus a partir de 1102. Posteriormente el rey Jaime I de Aragón volvió a conquistarla alrededor de 1242, quien el 28 de abril de 1248 otorgó a Onda la Carta Puebla juntamente con la alquería de Tales.
A partir de entonces conviven en Onda cristianos, judíos y musulmanes. Los cristianos ocupan la zona de dentro de las murallas, salvo el barrio judío alrededor del Portal de Valencia. Los musulmanes fueron expulsados del interior del perímetro amurallado como consecuencia de un rebelión en 1248 y crearon un barrio pegado a las murallas conocido desde entonces como el barrio de la Morería. En las alquerías dependientes de la Onda la población es musulmana. Esta situación se prolonga hasta que judíos (1492) y moriscos (1609) son expulsados de España.
Por otra parte, permaneció dentro del Patrimonio Real hasta 1280, año en que fue entregada a cambio de Amposta a la Orden del Hospital, la cual retuvo su señorío hasta 1319; en ese año fue traspasada a la Orden de Montesa. En 1343 el rey Pedro el Ceremonioso vendió la jurisdicción criminal a esta orden, lo que provocó un largo período de conflictos con este señorío por parte de sus vecinos, hasta que en 1393 consiguieron recoger el dinero necesario para comprar esta jurisdicción criminal y retornarla al rey Juan I. Un nuevo intento de señoralización se produjo cuando Fernando el Católico otorgó la Villa de Onda a Alfonso, segundo duque de Villahermosa, lo que originó una fuerte resistencia de los vecinos que acabó cuando murió el duque y legó la población al rey.
En 1277 la milicia de Onda participa decisivamente en la batalla de Montesa junto al resto de las fuerzas del rey Pedro III de Aragón.
En septiembre de 1348, Onda es asaltada por unionistas, que eran contrarios al rey Pedro IV de Aragón, y aunque consiguen penetrar por sorpresa en la villa matando al gobernador y a 18 ondenses más, se ponen a la fuga cuando llegan refuerzos realistas desde Burriana, los cuales sumadas las fuerzas a las de Onda, persiguieron a los unionistas hasta Castellón y los derrotan tras un duro asedio a esta ciudad.
Durante la rebelión de las Germanías (1519-1522) Onda se alineó con el bando real luchando contra los agermanados.
En 1526 participó en la guerra contra los moriscos rebelados en la sierra de Espadán, actuando como cuartel general del duque de Segorbe y de 3000 lansquenetes imperiales al mando de Wilhelm von Roggendorf que ayudaron decisivamente a sofocar la rebelión. Con la expulsión de los moriscos en 1609, algunas alquerías dependientes de Onda quedaron temporalmente despobladas.
En 1638 Onda envió hombres al servicio del Rey en las batallas de Fuenterrabía y de Salses, como así indica un certificado del Gobernador de Castellón.
En 1643 estaba acuartelado dentro de las murallas de Onda, uno de los ocho Tercios del Rey Felipe IV que protegían el Reino de Valencia de posibles ataques venidos de Cataluña, en el contexto de la guerra de los Segadores. De los mil soldados que componían ese Tercio, cien, es decir una compañía, eran de Onda. Presumiblemente también participarían en la toma de Tortosa el 5 de diciembre de 1650.
También, por ser villa leal al Rey, tomarían parte voluntarios de Onda a favor de Felipe V de Borbón en la guerra de sucesión española, contra los partidarios del Pretendiente Carlos de Habsburgo.
En el transcurso de la invasión francesa de principios del siglo XIX y la posterior guerra de la Independencia, Onda fue conquistada por tropas francesas el 2 de octubre de 1811 para ser liberada pocos días más tarde. En 1812 volvió a ser ocupada, para posteriormente volver a ser recuperada el 5 de julio de 1813.
Durante la primera guerra carlista (1833-1840) Onda fue escenario de diversos enfrentamientos, destacando la llamada batalla de Onda, en la que fueron derrotados tres batallones del ejército carlista.
- - EQUIPO DE Fútbol . CD ONDA.

Desde la fundación del CD Onda en 1921 hasta 1950, el club pasó por diversas denominaciones y su participación en la competición de liga nunca sobrepasó de las divisiones regionales. Es más, desde 1941 hasta 1949 no se registró participación alguna del club en competiciones oficiales.
Ya a partir de 1950 el club se estabiliza y consigue su primer ascenso a tercera división en la temporada 1955/56, permaneciendo en esta categoría durante 14 campañas consecutivas hasta la finalización de la temporada 1969/70. Tras descender y competir -otra vez- en las divisiones regionales del campeonato de liga, tuvieron que transcurrir casi 20 años para que el equipo volviera a ascender a la Tercera División para el inicio de la temporada 1988/89.
Desde esta fecha, el club se ha mantenido en tercera división a excepción de la temporada 1992/93, donde se proclamó campeón de la Regional Preferente tras descender la temporada anterior, y a excepción de la temporada 2001/02, cuando (tras varios intentos de promoción de ascenso fallidos en las temporadas 1994/95 y 1999/00 -esta última después de proclamarse campeón de su grupo en Tercera-), el CD Onda consiguió el mayor hito deportivo de su historia al conseguir ascender y militar en la categoría de bronce del fútbol español, la (2.ªB), tras quedar campeón en su liguilla de ascenso. Pero, su posterior clasificación de 19.ª en esta categoría, le volvió a relegar al año siguiente a la Tercera División, donde al final de la misma (temporada 2002/03), volvió a clasificarse para la promoción de ascenso a 2.ªB, pero sin conseguir finalmente volver a militar en la categoría de bronce.
En verano de 2009, el CD Onda pasó a ser filial del Benidorm Club de Fútbol, pasando el CD Onda "B", a denominarse Ondense-Club Atlético Caudiel tras llegar a un acuerdo con el susodicho club.
El himno del club fue estrenado en septiembre de 2008, siendo Presidente Don Juan Carlos Ten. Su música y letra fueron obra del compositor ondense Don Joan Castells Badenes.

## Demografía
Onda cuenta con una población de 25 817 habitantes (INE 2024).
| Gráfica de evolución demográfica de Onda entre 1842 y 2021 |
| |
| Población de derecho según los censos de población del INE Población de hecho según los censos de población del INEEntre el censo de 1877 y el anterior, crece el término del municipio porque incorpora a Artesa |

El número de habitantes de Onda ha sufrido desde 1900 dos incrementos importantes por su volumen y rapidez. Durante los últimos años 1950 y la década de 1960 la población prácticamente se duplicó, debido a la llegada de inmigrantes provenientes en su mayor parte de zonas del sur de España (Murcia, Andalucía y Albacete básicamente). Desde el año 2000, aproximadamente, se está viviendo un nuevo bum demográfico causado también por la inmigración, en este caso de personas que provienen de Rumania, el Magreb y Sudamérica.

## Economía
Las principales actividades económicas de Onda son dos:
- Industrias del sector cerámico. La fabricación de azulejos y pavimentos, que son exportados a todo el mundo, es el principal motor de la economía ondense.
- Cultivo de cítricos.

Actualmente existen un gran número de polígonos industriales en los que la actividad es muy diversa: Carpintería metálica, Fabricación de bañeras y duchas, Suministros industriales, Talleres de Mecánica y de chapa, Carpinterías,...

## Monumentos

### Monumentos religiosos
- Iglesia de la Asunción, construcción barroca del siglo XVIII. En ella se puede encontrar el "Retablo de San Antonio y Santa Bárbara" (1558) de Juan de Juanes y el "Retablo de las Almas" (comienzos del siglo XVI), atribuido al Maestro de Cabanyes. El templo original se construyó durante el siglo XIV sobre la antigua mezquita principal. Pero se incendió el 18 de diciembre de 1467 y quedó completamente destruido.[9] Poco después se debió de construir la que sería la segunda iglesia, de la que da referencia con todo lujo de detalles la Crónica de Viciana (1563). En 1727 se empezó a levantar la construcción actual, sobre los restos de la anterior iglesia, que probablemente quedaría destruida en otro incendio pocos años antes, posiblemente en la Guerra de Sucesión. Adosada al templo principal se construyó la capilla de la Comunión. El conjunto tiene una fachada con 2 puertas, la principal, de 1854, y la de la capilla de la Comunión, de 1753.
- Iglesia de la Sangre o Iglesia de Santa Margarita. Fue construida por los caballeros templarios en la segunda mitad del siglo XIII. Se trata de la primera iglesia construida en Onda tras la reconquista. Tiene un porticado gótico abocinado de arcos de medio punto. El interior, que puede ser definido como gótico de transición o de reconquista, consta de una sola nave con artesonado mudéjar y arcos apuntados.

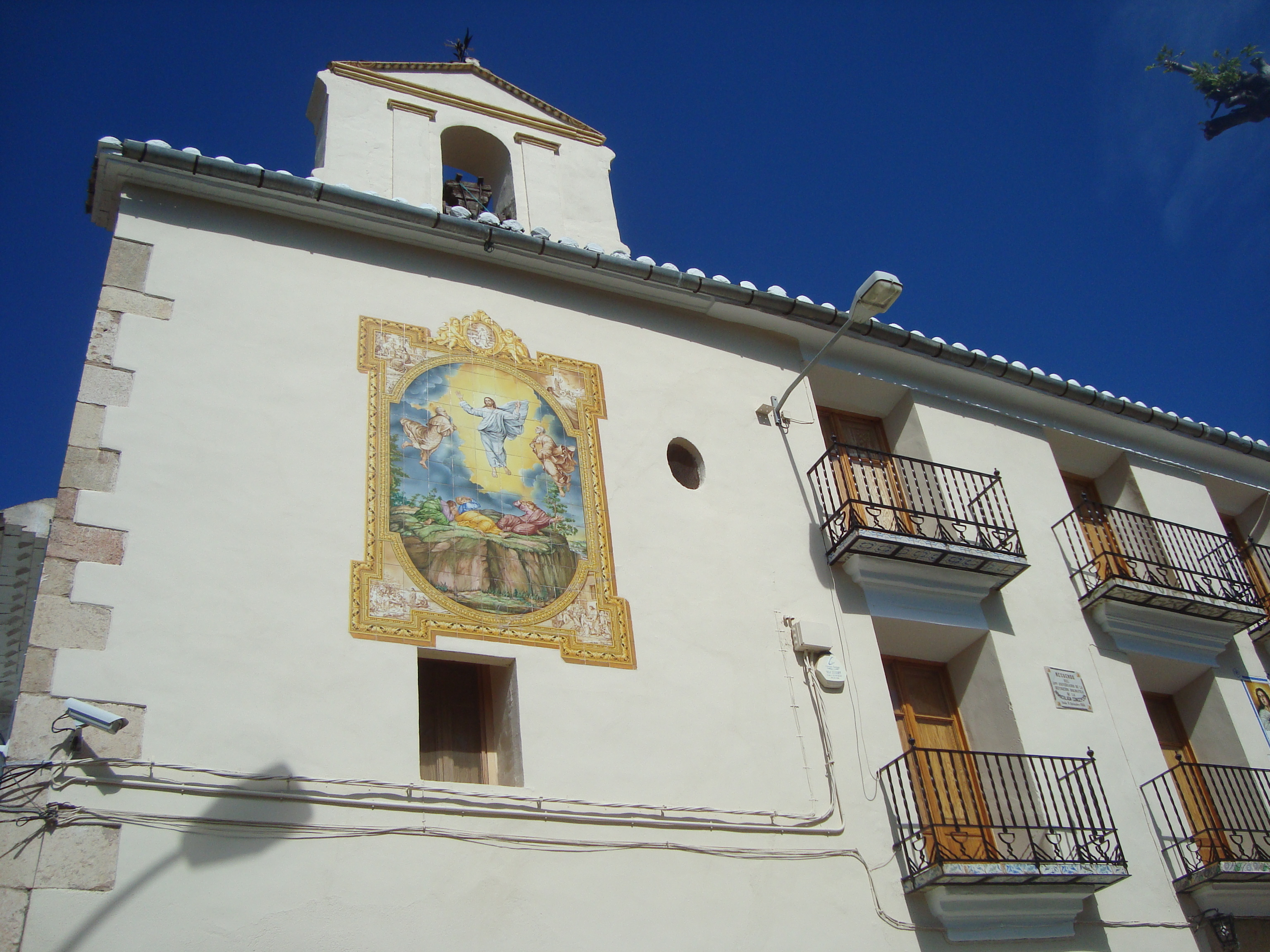
Ermita del Salvador (Onda, Castellón)

- Ermita del Salvador (Onda, Castellón)Ermitorio de El Salvador. Capilla del siglo XVIII dedicada a El Salvador, patrón de Onda. Destaca el panel cerámico devocional de la fachada, del ceramista Ismael Mundina. En él existe una hospedería y zona de esparcimiento.
- Ermita de Santa Bárbara.Emplazada en un cerro de las estribaciones del Montí. Es edificación de una sola nave, de cuatro tramos, con una pequeña torre campanario, situada a la derecha de su acceso y una serie de dependencias secundarias en su parte posterior. Una puerta en la que aparece la fecha 1697 da acceso al interior, totalmente expoliado, en el que se conserva parte del pavimento, las pilastras y restos de la cornisa longitudinal. La primera referencia escrita a este templo que se ha documentado es del año 1430.[10] Luego, lo menciona la Crónica de Viciana (1563). Por tanto, la fecha de 1697 que figura en su puerta debe referirse a su renovación o reconstrucción.
- Capilla de San Vicente Ferrer. Ermita de planta central con cúpula de media naranja con iluminación natural superior. Está adornada con pilastras de orden corintio. El altar presenta cuatro columnas corintias, quedando indicado en el mismo la fecha de 1792. Tiene dibujos al fresco en las pechinas con Santos de la Orden de los Dominicos. Consta también de cuadros en los dos muros laterales. En la fachada exterior se puede ver un retablillo de doce piezas de cerámica representando al Santo titular en azulejos del siglo XIX. La cubierta es de teja cerámica vidriada de color azul, con los límites de su base octogonal en cerámica blanca. El resto de la cubierta es de teja cerámica y el remate de hierro forjado.
- Capilla de San José. De planta cuadrada con cúpula semiesférica dividida en ocho segmentos. La cubierta de la cúpula es de teja cerámica a cuatro aguas. En la fachada se advierten los elementos de sillería de las esquinas y un retablo cerámico del titular. En el interior, el templo es de orden corintio, con dos pilastras en cada esquina. El entablamiento presenta ornamentación de elementos vegetales de escayola. La cúpula se alza sobre pechinas adornadas con figuras de ángeles y entrelazados de cornisas y elementos vegetales, de tipo barroco. A destacar el zócalo de azulejo en color azul y blanco, así como el pavimento del altar.
- Convento de Santa Catalina y Calvario. Solamente quedan en pie la ermita de Santa Catalina y la capilla del Calvario, que se encuentra a la derecha de lo que sería la puerta principal del convento, añadida en el siglo XVIII como almacén y destinada en 1836 a capilla. Formando un recorrido zigzagueante desde el cementerio hasta las ruinas del Convento de San Francisco, el Calvario constituye una de las imágenes de mayor impacto visual de los alrededores de la población. Considerado como el más antiguo de la provincia, el Calvario de Onda estuvo anteriormente en la falda del Castillo. Castells Chalmeta indica que de 1339 a 1732 estuvo en dicho emplazamiento.
- Convento del Carmen

### Monumentos civiles
El casco antiguo de Onda fue declarado en 1967 conjunto histórico-artístico y Bien de interés cultural. Algunos de los puntos destacados que el visitante puede encontrar paseando por sus callejuelas y plazas son:
- Plaza del Almudín o Font de Dins. Se encontraba al lado de la entrada principal a Onda, el Portal de San Roque (actualmente desaparecido). Los porches que se conservan corresponden al período gótico (siglo XV). Los edificios actuales son reconstrucciones sobre edificios de los siglos XIX y XX. Durante mucho tiempo fue la plaza principal de Onda. Sirvió como mercado de grano desde el siglo XV hasta el siglo XIX. También acogió la prisión (situada en la Torre del Reloj, de mitad del siglo XVI), la Casa del Consell y el matadero.
- Portal de San Pedro. Portal de arco de medio punto dovelado que estaba situado en el lado norte de la muralla que rodeaba Onda. En la parte interior existe un pequeño altar abierto sobre el portal, dedicado a San Pedro (Sant Pere). Sobre el arco existe un escudo tallado en piedra, con siete palos (y no barras como erróneamente se nombran por personas desconocedoras del léxico heráldico) y la corona real (las armas de Aragón). Existe una inscripción que señala el año de su construcción, 1578, aunque seguramente esa fecha responde a una reforma del portal original. Todavía se conservan los goznes de las puertas y los huecos para la colocación de las traviesas de madera.
- Barrio de la Morería. Tras la concesión a Onda de la Carta puebla en 1248, todos los musulmanes abandonaron definitivamente el interior de la zona amurallada de Onda. Los que desearon quedarse en su tierra en lugar de exiliarse formaron este barrio junto a la parte exterior de la muralla. La Morería pervivió como barrio musulmán hasta 1609, fecha de la expulsión de España de los moriscos.
- Plaza de la Sinagoga o de San Ramón. Como su topónimo indica fue el eje del barrio judío de la Onda medieval. Los restos de jamba que se observan en su acceso, desde la Morería, corresponden a un portal desaparecido, llamado de San Ramón.
- Castillo de Onda, también declarado en 1967 conjunto histórico-artístico y Bien de interés cultural. La estructura original fue levantada por los musulmanes en el siglo X sobre un antiguo asentamiento romano. La estructura primitiva aparece sepultada bajo diferentes reconstrucciones llevadas a cabo a lo largo de los siglos. Llegó a ser conocido por su gran tamaño, como el castillo de las 300 torres, pues se decía que tenía tantas torres como días tiene el año. Desde hace unos años se encuentra en proceso de restauración. Actualmente alberga un museo, en el que destaca la exposición de yeserías musulmanas procedente de una casa palaciega de principios de siglo XIII.
- Retablos cerámicos dedicados a los santos que dan nombre a calles y plazas, que datan de los siglos XVIII, XIX y XX.
- Escaletes dels gats. (Escaleritas de los gatos) Rincón típico de Onda, que da acceso a la zona superior del Castillo desde la zona de la Sinagoga. Parece ser que podría tratarse de uno de los accesos que atravesaba uno de los dos trazados de la muralla islámica. Su nombre proviene del hecho de que, hasta hace unos años, había siempre muchos gatos sentados en los diferentes escalones.

### Otros monumentos
- Fortificación ibérica de El Torrelló. Este yacimiento arqueológico está situado sobre una terraza elevada delimitada al norte por el Barranco del Torrelló y al sur por el río Mijares, confluyendo ambos al este, formando una especie de península, de acceso fácil únicamente por el oeste. Está fortificado con un muro que describe una forma circular, con un paramento de filas de piedras grandes con otras más pequeñas a modo de cuña, típico de la cultura ibérica. Por dentro, paralelamente, a unos 3 metros hacia el interior se encuentra otro que pertenece a un momento anterior, cultura del Bronce, con un paramento de piedra seca y en talud.
- Casona del Molí de la Reixa. Edificio exento de tres plantas, emplazado en las afueras de la población. La construcción presenta originales características tipológicas de los edificios industriales de la época de los que es exponente único por su volumen e importancia. Su planta trapecial apoya uno de sus lados en la acequia, siendo su estructura de muros de carga de mampostería y arcos de sillería perpendiculares a dicho lado.
- Calzada romana. Se trata de un camino empedrado que discurre por las Pedrizas, dirigiéndose desde la zona del Pla dels Olivars hasta el Mas de Pere y las masías del Sitjar. Hay que decir que el tipo de obra no es el típico de una calzada romana, pudiendo tratarse de un camino secundario de esa época, o simplemente haber sido construido en una época más reciente (medieval). Las piedras son irregulares y quedan restos de las señales dejadas por los carruajes, con marcas de su paso en las piedras.
- La Atalaya. Torre de vigilancia de época musulmana, aunque algunos la atribuyen al período romano. Se sitúa en la cima de una colina de pronunciada pendiente perteneciente a la Pedrissa, sobre el cauce del río Mijares y está visualmente comunicada con el Castillo. La torre es cilíndrica y presenta una altura de aproximadamente 5 metros, formada por bloques de piedra con argamasa.
- Puente medieval de Sonella, o de San Francisco. Del siglo XVI de dos ojos desiguales con un pilón central a modo de contrafuerte o parteaguas de forma hexagonal. Todo él es obra de sillería, con cuatro arcos rebajados por vano. Estos arcos forman a modo de nervios separados entre sí y sin ningún tipo de relleno.

## Museos
- Museo del azulejo "Manolo Safont".[11] Se trata de un museo dedicado a la cerámica de aplicación arquitectónica, que conserva más de 20000 piezas que van desde la azulejería gótica hasta la actualidad. Destacan por la calidad y por la cantidad de piezas, las colecciones de cerámicas procedentes de talleres e industrias ondenses de los siglos xix y xx. El museo también alberga colecciones de máquinas, herramientas y archivos documentales (dibujos, catálogos, fotografías,...) relacionados con la fabricación, el diseño y la comercialización de los azulejos.[12]

- Museo de Ciencias Naturales "El Carmen". El museo está situado en el Convento del Carmen y presenta importantes colecciones de los mundos vegetal, animal y mineral: más de 3000 especies animales, más de 1.500 plantas, 2.000 minerales, 500 fósiles, y medio centenar de piezas anatómicas y osteológicas.

- Museo del Castillo o museo de historia local.

## Medios de Comunicación Locales
- Onda Teve (Televisión)
- TvOnda (Televisión)
- Arrels (Revista)
- El Triángulo (Revista Digital)

## Fiestas patronales

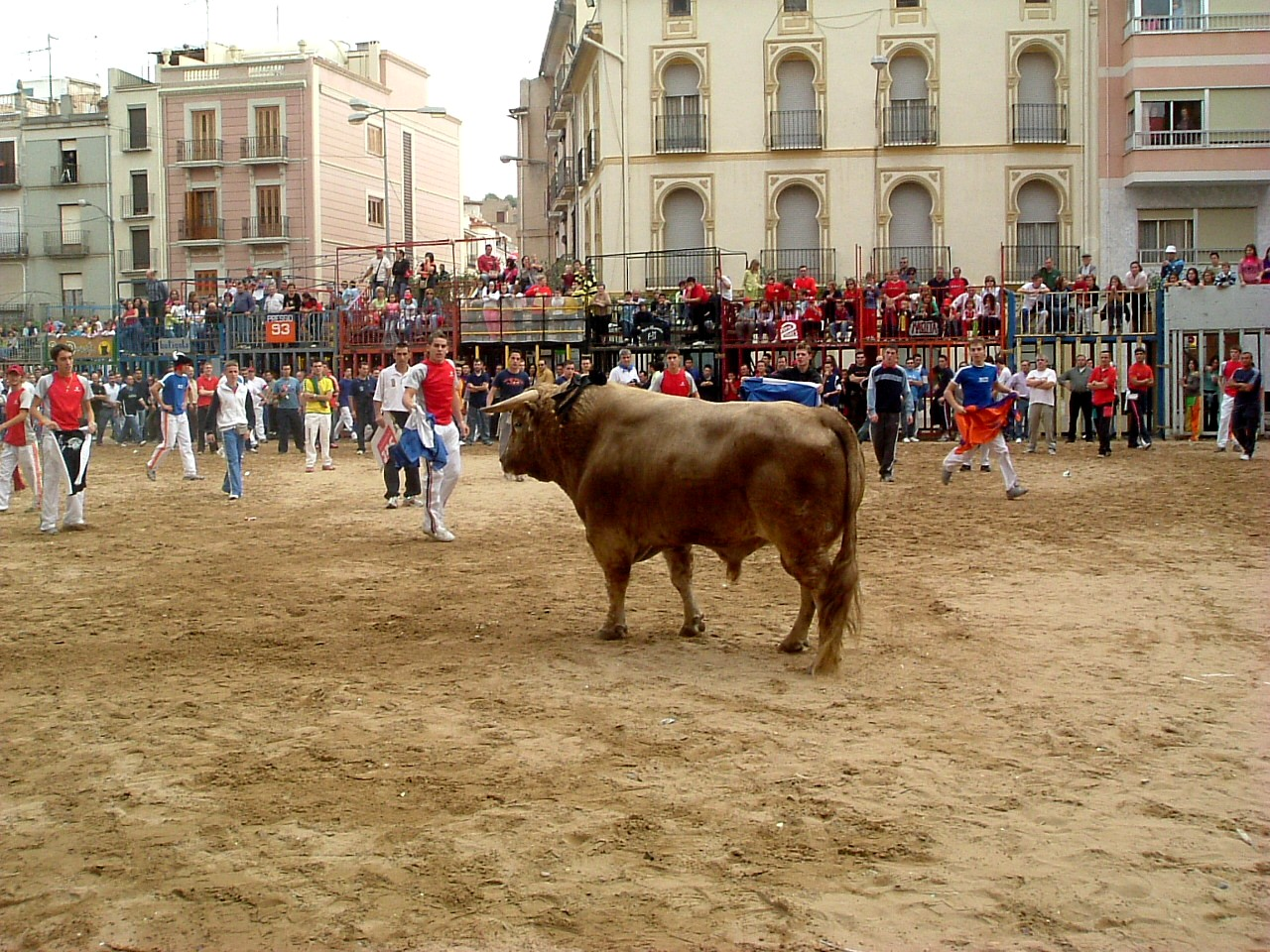
Toro en la Feria de Onda.

La última semana de octubre se convierte en fecha señalada para todos los ondenses, así como para aquellos visitantes que en otras ocasiones ya han podido disfrutar de esta semana de fiestas patronales dedicadas al Santísimo Salvador, la Virgen de la Esperanza y San Roque.
Durante una semana, la alegría inunda las calles de la población, donde se llevan a cabo gran multitud de actos que satisfacen las inquietudes festivas de los ondenses de todas las edades.
Aunque, sin duda, dos son los que más expectación despiertan, uno religioso y otro profano. Se trata en primer lugar, de la procesión del domingo de Feria, cuando los ciudadanos se dan cita en la plaza del Raval para cantar al unísono el himno al Santísimo Salvador. Por otro lado, las exhibiciones taurinas y en especial los encierros,  se convierten en el centro de atención de las multitudes.
Su página web: fira.onda.es

## Gastronomía
- Arroz con albóndigas ("Arrós en pilotes"). Típico del día de Navidad, consiste en la paella según la receta tradicional valenciana, pero acompañada por unas albóndigas elaboradas con carne, sangre, pan rallado y especias.
- Mona de Pascua. Dulce típico que se elabora para la semana de Pascua. Existen 2 variantes. El ingrediente básico es una especie de "panquemado" al que, según el caso, se le añade un relleno de cabello de ángel o se adorna con fruta confitada y huevos duros.
- Coca malfeta. Tradicional dulce de repostería, similar a un bizcocho pero de mayores dimensiones y mucho más esponjoso con un ligero retrogusto a corteza de limón, realizado durante todo el año.
- Pastis. Producto típico ondense, así como las tortas de verdura y tomate. Antiguamente se elaboraban los viernes para consumirlos en la cena, actualmente se pueden encontrar cualquier día de la semana.

## Administración
| Legislatura | Alcalde, -esa                                                             | Partido                    |
| ----------- | ------------------------------------------------------------------------- | -------------------------- |
| 1979-1983   | Vicente Martí Gimeno                                                      | Coalición Independiente    |
| 1983-1987   | Antonio Miguel Isert Carda (1983-1985) Vicente Martí Gimeno (1985-1987)   | AP Coalición Independiente |
| 1987-1991   | Enrique Navarro Andreu                                                    | PSPV-PSOE                  |
| 1991-1995   | Enrique Navarro Andreu                                                    | PSPV-PSOE                  |
| 1995-1999   | Enrique Navarro Andreu                                                    | PSPV-PSOE                  |
| 1999-2003   | Enrique Navarro Andreu                                                    | PSPV-PSOE                  |
| 2003-2007   | Enrique Navarro Andreu                                                    | PSPV-PSOE                  |
| 2007-2011   | Enrique Navarro Andreu (2007-2010) Juan Miguel Salvador Pérez (2010-2011) | PSPV-PSOE                  |
| 2011-2015   | Salvador Aguilella Ramos                                                  | PP                         |
| 2015-2019   | Ximo Huguet Lecha                                                         | PSPV-PSOE                  |
| 2019-Actual | Carmina Ballester Feliu                                                   | PP                         |

| Partido político | 2023   | 2023       | 2023 |
| Partido político | %      | Concejales |      |
| Partido Popular (PP) | 65,43% | 14         |      |
| Partit Socialista del País Valencià (PSPV-PSOE)                                                                              | 26,21% | 6          |      |
| Compromís | 5,88%  | 1          |      |
| Fuente: Periódico El País (España) (ed.). «Resultado Elecciones Municipales en Onda 2019». Consultado el 27 de mayo de 2019. |        |            |      |